# Сант-Ольчезе
Сант-Ольчезе (італ. Sant'Olcese, ліг. Sant’Orçeise) — муніципалітет в Італії, у регіоні Лігурія, метрополійне місто Генуя.
Сант-Ольчезе розташований на відстані близько 410 км на північний захід від Рима, 9 км на північ від Генуї.
Населення — 5966 осіб (2014).
Щорічний фестиваль відбувається 21 січня. Покровитель — sant'Olcese (Ursicino).

## Демографія
Населення за роками:

Станом на 1 січня 2023 року в муніципалітеті офіційно проживали 154 іноземці з 28 країн, серед них 46 громадян країн Євросоюзу та 5 громадян України.

## Сусідні муніципалітети
- Генуя
- Монтоджо
- Серра-Рикко

## Міста-побратими
- Мартуреляс, Іспанія (2002)